# In natura
In natura és una frase en llatí per dir "en la Natura". descriu les condicions presents en un ambient que no sigui de laboratori per diferenciar-ho dels experiments fets in vivo i dels experiments fets ex vivo.,